# 薩拉托夫
薩拉托夫（俄语：Саратов，羅馬化：Saratov，發音：[sɐˈratəf] ⓘ）是俄羅斯薩拉托夫州首府、伏爾加河下游右岸的港口。2018年人口為844,858人。
建於1590年。曾为面粉工业中心。城名可能來自韃靼語，意思是「黃色的山」，亦可意譯為「美麗的山」。

## 著名人物
- 车尔尼雪夫斯基
- 斯托雷平—沙俄時期政府首相，曾在此地担任省长。
- 尤里·加加林—第一位太空人
- 阿布拉莫维奇—切爾西足球隊班主
- 捷德—知名DJ

## 友好城市
- 中国 山西省太原市